# Farley (Missouri)
Farley – wieś w Stanach Zjednoczonych, w stanie Missouri, w hrabstwie Platte.